# Президентські вибори в Італії 1947

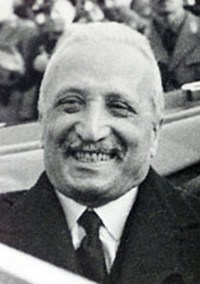
Енріко де Нікола

Вибори тимчасового глави держави в Італії 1947 року відбулись 26 червня шляхом голосування членів Конституційної Асамблеї.

## Історія
Вибори було призначено у зв'язку з тим, що обраний 1946 року тимчасовим главою держави Енріко де Нікола 25 червня 1947 року подав у відставку, посилаючись на поганий стан здоров'я.
Голосування відбулось 26 червня 1947 року. Для перемоги кандидат мав здобути не менше 334 з 556 голосів членів Конституційної Асамблеї. У першому ж турі кандидатура Енріко де Ніколи отримала 405 голосів і, таким чином, його було переобрано на пост тимчасового глави Італійської республіки.
Від 1 січня 1948 року, після набуття чинності Конституції Італії, посада де Нікола почала офіційно йменуватись «Президент Італійської Республіки».

## Результати голосування
| Кандидат                    | Число голосів |
| --------------------------- | ------------- |
| Енріко де Нікола            | 405           |
| П'єтро Ненні                | 2             |
| Джузеппе Сальваторе Беллуші | 2             |
| Чіпріано Факкінетті         | 2             |
| Пусті бюлетені              | 19            |
| Недійсні бюлетені           | 1             |
| Разом голосували            | 431           |
| Утримались                  | 125           |
| Разом тих, хто голосував    | 556           |